# Relações entre Brasil e Tailândia
As relações entre Brasil e Tailândia referem-se ás relações do país sul-americano com o país asiático. Ambos os países fazem parte da Organização das Nações Unidas, da Organização Mundial do Comércio e do Fórum de Cooperação Leste Asiático-América Latina. O Brasil mantém uma embaixada em Bangkok e a Tailândia mantém uma embaixada em Brasília e um consulado em São Paulo.

## Comércio
Em 2012, o comércio entre os países atingiu mais de US$4,6 bilhões de dólares. Os principais produtos de exportação do Brasil para a Tailândia são a soja, o ferro e resíduos alimentares, enquanto que importa borracha, máquinas, veículos e aparelhos elétricos.